# Nikołaj Riebrik
Nikołaj Fiodorowicz Riebrik (ros. Николай Фёдорович Ребрик, ur. 30 stycznia 1916 w Sewastopolu, zm. 2 kwietnia 1998 w Smoleńsku) – radziecki działacz partyjny i państwowy.

## Życiorys
Był słuchaczem fakultetu robotniczego, 1938 ukończył Moskiewski Instytut Przemysłu Spożywczego, 1938-1941 i ponownie 1942-1948 był głównym inżynierem smoleńskiego oddziału trustu "Rosgławchlieb". Od 1941 należał do WKP(b), 1948-1950 był zarządcą smoleńskiego oddziału trustu "Rosgławchlieb", 1950-1952 kierował wydziałem Komitetu Obwodowego WKP(b) w Smoleńsku, 1952-1953 był I sekretarzem Komitetu Miejskiego WKP(b)/KPZR w Safonowie. Ukończył Wyższą Szkołę Partyjną przy KC KPZR, 1954-1955 był szefem Zarządu Budownictwa Kapitałowego Komitetu Wykonawczego Smoleńskiej Rady Obwodowej, 1955-1957 zastępcą szefa zarządu gospodarki rolnej i przemysłu spożywczego Komitetu Wykonawczego Smoleńskiej Rady Obwodowej, a 1957-1962 przewodniczącym Komitetu Wykonawczego Smoleńskiej Rady Miejskiej. Do grudnia 1962 był sekretarzem Komitetu Obwodowego KPZR w Smoleńsku, od 12 grudnia 1962 do grudnia 1964 przewodniczącym Komitetu Wykonawczego Smoleńskiej Przemysłowej Rady Obwodowej, 1966-1970 kierownikiem Wydziału Gospodarki Komunalnej Komitetu Wykonawczego Smoleńskiej Rady Obwodowej, potem przewodniczącym obwodowej komisji planowej w Smoleńsku. Został odznaczony Orderem Czerwonego Sztandaru Pracy i dwoma Orderami Znak Honoru.